# Slaget vid Idd
Slaget vid Idd var ett slag under fälttåget mot Norge. Slaget stod mellan svenska och norska styrkor den 31 juli 1814 vid Idd.

## Bakgrund
Under fälttåget mot Norge avancerade två svenska kårer från Bohuslän den 30 juli och marscherade följande datum mot Bö. Den Andra kårens avantgarde under befäl av Carl Joakim von Düben avgick från Prestebakke och mötte vid Aarebakke och Lundene mindre norska avdelningar, som slog tillbaka vad de inledningsvis antog var svenska rekognoseringsavdelningar. Efter att de insåg att det var det svenska avantgardet drog de sig tillbaka och samlades vid Idd under befäl av kapten Johan Henrik Spørck.

## Slaget
Klockan 17:00 anföll det svenska avantgardet den norska avdelningen. Kapten Spørck skrev att de "mottog fienden med liflig gevärseld", vilket under en kort stund bromsade det svenska anfallet. Den svenska avdelningens överlägsenhet blev dock snart svår för det norska försvaret att motstå och efter att fler svenska soldater avancerade över Bö beordrade kapten Spørck en reträtt. Den norska avdelningen retirerade norrut till Veden, vid Tistedalen, där ännu ett svenskt anfall ägde rum nästa dag.